# Siganidae
Siganidae é uma família de peixes da subordem Acanthuroidei. São conhecidos como cigano, peixe-coelho ou macua.

## Espécies
Existe um gênero existente e vários extintos:
- †Acanthopygaeus Leriche, 1906
- †Aspesiganus Bannikov & Tyler, 2002
- †Caucasiganus Bannikov, Tyler & Sorbini, 2010
- †Eosiganus Tyler & Bannikov, 1997
- †Lagosiganus Bannikov, Tyler & Sorbini, 2010
- †Protosiganus Whitley, 1935
- †Ruffoichthys Sorbini, 1983
- †Siganopygaeus Daniltshenko, 1968
- Siganus Fabricius, 1775